# 핫타촌 (효고현)
핫타촌(八田村)은 효고현의 북서부, 미카타군에 속해있던 촌이다. 현재의 신온센정의 북서단에 해당한다.